# Ron Staniforth
Ronald "Ron" Staniforth (13. april 1924 - oktober 1988) var en engelsk fodboldspiller (forsvarer) og manager.
Staniforth spillede på klubplan primært for Stockport, Huddersfield og Sheffield Wednesday. Længst tid tilbragte han hos Stockport, som han var tilknyttet i seks sæsoner og spillede 223 ligakampe for.
Staniforth spillede desuden otte kampe for det engelske landshold. Hans første landskamp var et opgør mod Skotland 3. april 1954, hans sidste en kamp mod Vesttyskland 1. december samme år. Han var en del af det engelske hold der deltog ved VM i 1954 i Schweiz, og spillede alle landets tre kampe i turneringen.